# Campeonato Brasileiro de Futebol Sub-20 de 2024
A Série A do Campeonato Brasileiro de Futebol Sub-20 de 2024 foi a 10.ª edição da principal divisão do futebol brasileiro da categoria Sub-20 e organizada pela Confederação Brasileira de Futebol (CBF). A competição disputada apenas por jogadores nascidos a partir de 2004, ou seja, é restrita à categoria Sub-20. Nesta edição, a competição atualizou o formato da edição em relação ao ano anterior. A equipe campeã garante vaga na Copa Libertadores da América Sub-20 em 2025.
O Palmeiras conquistou seu terceiro título brasileiro na categoria após vencer o Cruzeiro por 3 a 0, em São Paulo. Com o tricampeonato garantido, o clube se isola como maior campeão da competição.

## Regulamento
O Sub-20 de 2024 é disputado por vinte clubes, em grupo único e dividido em duas fases conforme o Regulamento Específico da Competição. Na primeira fase, as vinte equipes jogarão entre si em jogos de ida, avançando para a fase seguinte as oito melhores equipes de cada grupo. Na última fase, as oito melhores equipes jogarão no sistema eliminatório e com jogos de ida, até a semifinal. A final do campeonato será realizado em jogo de ida e volta.
- Primeira fase: 20 clubes jogando contra todos em turno único.
- Segunda fase: 8 melhores clubes classificados na fase anterior, jogando no sistema eliminatório e com jogos de ida até a semifinal. Sendo o campeonato decidido em final de dois jogos.

## Critérios de desempate
Em relação a primeira fase, é aplicado os seguintes critérios:
1. Número de vitórias
2. Saldo de gols
3. Gols marcados
4. Número de cartões vermelhos
5. Número de cartões amarelos
6. Sorteio

Em caso de empate nas partidas da Segunda fase, o desempate para indicar o vencedor será observando-se o critério abaixo:
- Cobrança de pênaltis, de acordo com os critérios adotados pela International Board.
- A disputa de pênaltis, quando aplicável, deverá ser iniciada até 10 (dez) minutos após o término da partida.

Em relação a final do campeonato, apenas uma prorrogação será disputada em caso de empate no tempo regulamentar, seguida de disputa de pênaltis se persistir a igualdade.

## Participantes
| Equipe               | Cidade            | Estado | Em 2023 | Estádio (mando)         | Capacidade | Títulos         |
| -------------------- | ----------------- | ------ | ------- | ----------------------- | ---------- | --------------- |
| América Mineiro      | Belo Horizonte    | MG     | 12.º    | Estádio das Alterosas   | 2 000      | 0 (não possui)  |
| Athletico Paranaense | Curitiba          | PR     | 5.º     | CT do Caju              | 1 367      | 0 (não possui)  |
| Atlético Goianiense  | Goiânia           | GO     | 20.º    | CT do Dragão            | —          | 0 (não possui)  |
| Atlético Mineiro     | Belo Horizonte    | MG     | 11.º    | Estádio das Alterosas   | 2 000      | 1 (2020)        |
| Bahia                | Salvador          | BA     | 9.º     | Joia da Princesa        | 16 274     | 0 (não possui)  |
| Botafogo             | Rio de Janeiro    | RJ     | 7.º     | CEFAT                   | —          | 0 (não possui)  |
| Ceará                | Fortaleza         | CE     | 16.º    | Cidade Vozão            | 4 000      | 1 (2016)        |
| Corinthians          | São Paulo         | SP     | 4.º     | Parque São Jorge        | 44 097     | 0 (não possui)  |
| Cruzeiro             | Belo Horizonte    | MG     | 10.º    | Arena do Jacaré         | 18 870     | 1 (2017)        |
| Cuiabá               | Cuiabá            | MT     | 15.º    | Arena Pantanal          | —          | 0 (não possui)  |
| Flamengo             | Rio de Janeiro    | RJ     | 1.º     | Gávea                   | 8 000      | 2 (2019 e 2023) |
| Fluminense           | Rio de Janeiro    | RJ     | 14.º    | Estádio das Laranjeiras | 8 000      | 1 (2015)        |
| Fortaleza            | Fortaleza         | CE     | 15.º    | CT Ribamar Bezerra      | —          | 0 (não possui)  |
| Goiás                | Goiânia           | GO     | 17.º    | Estádio Olímpico        | 13 500     | 0 (não possui)  |
| Grêmio               | Porto Alegre      | RS     | 6.º     | CT Hélio Dourado        | 16 500     | 0 (não possui)  |
| Internacional        | Porto Alegre      | RS     | 8.º     | Morada dos Quero-Queros | —          | 1 (2021)        |
| Palmeiras            | São Paulo         | SP     | 2.º     | Allianz Parque          | 43 713     | 2 (2018, 2022)  |
| Red Bull Bragantino  | Bragança Paulista | SP     | 19.º    | CT RB Brasil            | —          | 0 (não possui)  |
| Santos               | Santos            | SP     | 3.º     | Primeiro de Maio        | 15 759     | 0 (não possui)  |
| São Paulo            | São Paulo         | SP     | 18.º    | CT de Cotia             | 1 500      | 0 (não possui)  |

## Primeira fase

### Classificação
| Pos | Equipe               | Pts | J  | V  | E | D  | GP | GC | SG  | Classificação ou descenso    |
| --- | -------------------- | --- | -- | -- | - | -- | -- | -- | --- | ---------------------------- |
| 1   | Palmeiras            | 41  | 19 | 13 | 2 | 4  | 48 | 23 | +25 | Classificação à segunda fase |
| 2   | Flamengo             | 38  | 19 | 12 | 2 | 5  | 33 | 23 | +10 | Classificação à segunda fase |
| 3   | Grêmio               | 37  | 19 | 12 | 1 | 6  | 35 | 26 | +9  | Classificação à segunda fase |
| 4   | Athletico Paranaense | 35  | 19 | 10 | 5 | 4  | 51 | 26 | +25 | Classificação à segunda fase |
| 5   | Goiás                | 33  | 19 | 10 | 3 | 6  | 35 | 30 | +5  | Classificação à segunda fase |
| 6   | Cruzeiro             | 32  | 19 | 9  | 5 | 5  | 40 | 29 | +11 | Classificação à segunda fase |
| 7   | Fortaleza            | 32  | 19 | 9  | 5 | 5  | 24 | 16 | +8  | Classificação à segunda fase |
| 8   | Santos               | 28  | 19 | 8  | 4 | 7  | 40 | 35 | +5  | Classificação à segunda fase |
| 9   | Fluminense           | 28  | 19 | 8  | 4 | 7  | 21 | 24 | −3  |                              |
| 10  | Bahia                | 27  | 19 | 8  | 3 | 8  | 24 | 30 | −6  |                              |
| 11  | Ceará                | 23  | 19 | 7  | 2 | 10 | 28 | 35 | −7  |                              |
| 12  | América Mineiro      | 23  | 19 | 6  | 5 | 8  | 20 | 20 | 0   |                              |
| 13  | Cuiabá               | 23  | 19 | 5  | 8 | 6  | 30 | 30 | 0   |                              |
| 14  | Atlético Mineiro     | 21  | 19 | 5  | 6 | 8  | 30 | 42 | −12 |                              |
| 15  | São Paulo            | 20  | 19 | 5  | 5 | 9  | 42 | 49 | −7  |                              |
| 16  | Botafogo             | 20  | 19 | 4  | 8 | 7  | 27 | 32 | −5  |                              |
| 17  | Internacional        | 19  | 19 | 5  | 4 | 10 | 21 | 28 | −7  |                              |
| 18  | Corinthians          | 18  | 19 | 5  | 3 | 11 | 23 | 46 | −23 |                              |
| 19  | Red Bull Bragantino  | 16  | 19 | 3  | 7 | 9  | 18 | 28 | −10 |                              |
| 20  | Atlético Goianiense  | 13  | 19 | 3  | 4 | 12 | 21 | 39 | −18 |                              |

### Confrontos
| Mandante \ Visitante | AMM | ATP | ATG | ATM | BAH | BOT | CEA | COR | CRU | CUI | FLA | FLU | FOR | GOI | GRE | INT | PAL | RBB | SAN | SPA |
| -------------------- | --- | --- | --- | --- | --- | --- | --- | --- | --- | --- | --- | --- | --- | --- | --- | --- | --- | --- | --- | --- |
| América Mineiro      | —   |     |     | 3–4 | 0–1 | 1–1 |     | 1–1 |     |     |     | 2–0 | 1–2 | 0–1 |     | 1–0 |     |     | 2–0 |     |
| Athletico Paranaense | 2–1 | —   |     | 4–1 |     | 6–1 |     | 5–0 |     |     |     | 5–2 | 1–0 | 5–3 |     | 4–1 |     | 5–0 | 1–1 |     |
| Atlético Goianiense  | 0–1 | 1–1 | —   |     |     | 1–1 | 3–2 |     | 1–1 |     |     | 0–1 |     |     | 0–1 |     | 0–5 |     | 3–0 |     |
| Atlético Mineiro     |     |     | 3–1 | —   | 1–2 |     | 1–0 |     | 0–4 | 3–3 | 2–3 |     |     | 1–1 | 0–3 |     | 2–2 |     |     | 2–2 |
| Bahia                |     | 0–0 | 0–1 |     | —   |     | 1–2 |     | 1–0 | 3–3 | 0–2 |     |     |     | 0–2 |     | 0–6 |     |     | 3–2 |
| Botafogo             |     |     |     | 3–0 | 1–0 | —   | 1–2 | 2–3 |     |     |     | 0–0 |     | 2–2 | 1–2 |     |     | 1–1 | 3–2 |     |
| Ceará                | 1–3 | 4–3 |     |     |     |     | —   | 2–0 | 0–1 | 1–0 | 0–2 |     |     |     | 1–3 |     | 2–3 |     |     | 4–3 |
| Corinthians          |     |     | 3–1 | 0–3 | 4–2 |     |     | —   |     | 0–4 | 1–2 |     | 0–1 | 1–0 |     | 2–1 |     | 1–1 |     | 1–3 |
| Cruzeiro             | 2–0 | 3–2 |     |     |     | 2–2 |     | 6–0 | —   |     |     | 3–1 | 1–0 |     |     | 2–2 |     | 1–0 | 3–3 |     |
| Cuiabá               | 1–1 | 1–1 | 2–0 |     |     | 2–1 |     |     | 2–2 | —   |     |     | 1–1 |     |     | 2–1 |     | 2–0 | 1–1 |     |
| Flamengo             | 1–1 | 0–2 | 3–1 |     |     | 2–1 |     |     | 1–0 | 3–1 | —   |     | 0–3 |     |     | 2–2 | 1–2 |     |     | 2–1 |
| Fluminense           |     |     |     | 2–2 | 0–1 |     | 2–2 | 2–1 |     | 1–0 | 1–0 | —   |     | 1–0 | 3–0 |     | 2–1 |     |     | 1–2 |
| Fortaleza            |     |     | 2–1 | 4–1 | 0–2 | 1–1 | 3–1 |     |     |     |     | 2–0 | —   | 0–1 |     | 1–0 |     | 0–0 | 0–2 |     |
| Goiás                |     |     | 2–1 |     | 3–3 |     | 0–2 |     | 4–2 | 4–1 | 2–1 |     |     | —   | 0–2 |     | 4–2 |     |     | 4–3 |
| Grêmio               | 2–1 | 2–0 |     |     |     |     |     | 3–3 | 4–2 | 2–1 | 2–3 |     | 1–2 |     | —   | 2–0 |     | 0–1 |     | 2–0 |
| Internacional        |     |     | 3–1 | 2–0 | 1–3 | 1–1 | 1–0 |     |     |     |     | 0–0 |     | 0–1 |     | —   | 2–1 |     | 2–3 |     |
| Palmeiras            | 1–0 | 3–2 |     |     |     | 3–1 |     | 2–0 | 3–1 | 3–1 |     |     | 1–1 |     | 4–1 |     | —   | 0–2 | 1–0 |     |
| Red Bull Bragantino  |     |     | 2–2 | 2–2 |     |     | 0–0 |     |     |     | 0–2 | 0–1 |     | 1–2 |     | 0–1 |     | —   |     | 6–4 |
| Santos               |     |     |     | 1–2 | 2–1 |     | 5–2 | 5–2 |     |     | 1–3 | 3–1 |     | 2–1 | 4–1 |     |     | 2–2 | —   |     |
| São Paulo            | 0–0 | 2–2 | 6–3 |     |     | 1–3 |     |     | 3–4 | 2–2 |     |     | 1–1 |     |     | 2–1 | 1–5 |     | 4–3 | —   |

## Segunda fase
Em itálico, os times que possuem o mando de campo no primeiro jogo do confronto. Em negrito, os clubes classificados
|  | Quartas de final     | Quartas de final     |   |           | Semifinais          | Semifinais          |  |          | Final               | Final               | Final               | Final               |  |  |
|  | 27 a 29 de agosto    | 27 a 29 de agosto    |   |           | 11 e 12 de setembro | 11 e 12 de setembro |  |          | 20 e 30 de setembro | 20 e 30 de setembro | 20 e 30 de setembro | 20 e 30 de setembro |  |  |
|  |                      |                      |   |           |                     |                     |  |          |                     |                     |                     |                     |  |  |
|  | Grêmio               | 0                    |   |           |                     |                     |  |          |                     |                     |                     |                     |  |  |
|  | Cruzeiro             | 1                    |   |           |                     |                     |  |          |                     |                     |                     |                     |  |  |
|  | Cruzeiro             | 1                    |   | Cruzeiro  | 3                   |                     |  |          |                     |                     |                     |                     |  |  |
|  |                      |                      |   | Cruzeiro  | 3                   |                     |  |          |                     |                     |                     |                     |  |  |
|  |                      | Fortaleza            | 0 |           |                     |                     |  |          |                     |                     |                     |                     |  |  |
|  | Flamengo             | Fortaleza            | 0 | 0         |                     |                     |  |          |                     |                     |                     |                     |  |  |
|  | Flamengo             |                      |   | 0         |                     |                     |  |          |                     |                     |                     |                     |  |  |
|  | Fortaleza            | 1                    |   |           |                     |                     |  |          |                     |                     |                     |                     |  |  |
|  | Fortaleza            | 1                    |   |           |                     |                     |  | Cruzeiro | 2                   | 0                   | 2                   |                     |  |  |
|  |                      |                      |   |           |                     |                     |  | Cruzeiro | 2                   | 0                   | 2                   |                     |  |  |
|  |                      | Palmeiras            | 2 | 3         | 5                   |                     |  |          |                     |                     |                     |                     |  |  |
|  | Palmeiras            | Palmeiras            | 2 | 3         | 5                   | 3                   |  |          |                     |                     |                     |                     |  |  |
|  | Palmeiras            |                      |   |           |                     | 3                   |  |          |                     |                     |                     |                     |  |  |
|  | Santos               | 0                    |   |           |                     |                     |  |          |                     |                     |                     |                     |  |  |
|  | Santos               | 0                    |   | Palmeiras | 3                   |                     |  |          |                     |                     |                     |                     |  |  |
|  |                      |                      |   | Palmeiras | 3                   |                     |  |          |                     |                     |                     |                     |  |  |
|  |                      | Athletico Paranaense | 1 |           |                     |                     |  |          |                     |                     |                     |                     |  |  |
|  | Athletico Paranaense | Athletico Paranaense | 1 | 2         |                     |                     |  |          |                     |                     |                     |                     |  |  |
|  | Athletico Paranaense |                      |   | 2         |                     |                     |  |          |                     |                     |                     |                     |  |  |
|  | Goiás                | 0                    |   |           |                     |                     |  |          |                     |                     |                     |                     |  |  |

### Final
A final do Brasileirão Sub-20 de 2024, foi disputada em dois jogos. O primeiro jogo foi realizado no dia 20 de setembro na Arena Independência, com o Palmeiras empatando no fim do jogo da final.
No dia 30 de setembro, no Allianz Parque, houve o segundo jogo decisivo, no qual o Palmeiras, com destaque de Coutinho e Allan e sobre olhar do trinador da equipe principal Abel Ferreira, venceu a raposa por 3 a 0, ficando com o título estadual e o primeiro tricampeonato pela competição.
Primeiro jogo
| 20 de setembro | Cruzeiro                                 | 2 – 2                                 | Palmeiras                      | Arena Independência, Belo Horizonte                                   |
| 21:30 (UTC−3)  | Tevis Alves 45' · Henrique Fernandes 59' | Súmula (CBF) Boletim financeiro (CBF) | José 47' (gc) · Gilberto 90+3' | Público: 5 542 Renda: R$ 45 780,00 Árbitro: AP Thaillan Azevedo Gomes |

Segundo jogo
| 30 de setembro | Palmeiras                     | 3 – 0                                 | Cruzeiro | Allianz Parque, São Paulo                                   |
| 18:30 (UTC−3)  | Allan 38' · Coutinho 43', 61' | Súmula (CBF) Boletim financeiro (CBF) |          | Público: 23 327 Renda: R$ 0,00 Árbitro: PR Lucas Casagrande |

## Premiação
| Campeonato Brasileiro de 2024 Sub-20 | Campeonato Brasileiro de 2024 Sub-20 |
| São Paulo                            |                                      |
| ------------------------------------ | ------------------------------------ |
| Palmeiras Campeão (3º título)        |                                      |

## Classificação geral
| Pos | Equipe               | Pts | J  | V  | E | D  | GP | GC | SG  | Classificação ou descenso                                      |
| --- | -------------------- | --- | -- | -- | - | -- | -- | -- | --- | -------------------------------------------------------------- |
| 1   | Palmeiras (C)        | 51  | 23 | 16 | 3 | 4  | 59 | 25 | +34 | Campeão e classificação à CONMEBOL Libertadores Sub-20 em 2025 |
| 2   | Cruzeiro             | 39  | 23 | 11 | 6 | 6  | 46 | 34 | +12 | Vice-campeão e finalista                                       |
| 3   | Athletico Paranaense | 38  | 21 | 11 | 5 | 5  | 54 | 29 | +25 | Eliminados nas Semifinais                                      |
| 4   | Fortaleza            | 35  | 21 | 10 | 5 | 6  | 25 | 19 | +6  | Eliminados nas Semifinais                                      |
| 5   | Flamengo             | 38  | 20 | 12 | 2 | 6  | 33 | 24 | +9  | Eliminados nas quartas de final                                |
| 6   | Grêmio               | 37  | 20 | 12 | 1 | 7  | 35 | 27 | +8  | Eliminados nas quartas de final                                |
| 7   | Goiás                | 33  | 20 | 10 | 3 | 7  | 35 | 32 | +3  | Eliminados nas quartas de final                                |
| 8   | Santos               | 28  | 20 | 8  | 4 | 8  | 40 | 38 | +2  | Eliminados nas quartas de final                                |
| 9   | Fluminense           | 28  | 19 | 8  | 4 | 7  | 21 | 24 | −3  |                                                                |
| 10  | Bahia                | 27  | 19 | 8  | 3 | 8  | 24 | 30 | −6  |                                                                |
| 11  | Ceará                | 23  | 19 | 7  | 2 | 10 | 28 | 35 | −7  |                                                                |
| 12  | América Mineiro      | 23  | 19 | 6  | 5 | 8  | 20 | 20 | 0   |                                                                |
| 13  | Cuiabá               | 23  | 19 | 5  | 8 | 6  | 30 | 30 | 0   |                                                                |
| 14  | Atlético Mineiro     | 21  | 19 | 5  | 6 | 8  | 30 | 42 | −12 |                                                                |
| 15  | São Paulo            | 20  | 19 | 5  | 5 | 9  | 42 | 49 | −7  |                                                                |
| 16  | Botafogo             | 20  | 19 | 4  | 8 | 7  | 27 | 32 | −5  |                                                                |
| 17  | Internacional        | 19  | 19 | 5  | 4 | 10 | 21 | 28 | −7  |                                                                |
| 18  | Corinthians          | 18  | 19 | 5  | 3 | 11 | 23 | 46 | −23 |                                                                |
| 19  | Red Bull Bragantino  | 16  | 19 | 3  | 7 | 9  | 18 | 28 | −10 |                                                                |
| 20  | Atlético Goianiense  | 13  | 19 | 3  | 4 | 12 | 21 | 39 | −18 |                                                                |